# Halloux
Halloux is een gehucht in de gemeente Limburg in de Belgische provincie Luik, net ten zuiden van de gemeentehoofdplaats.

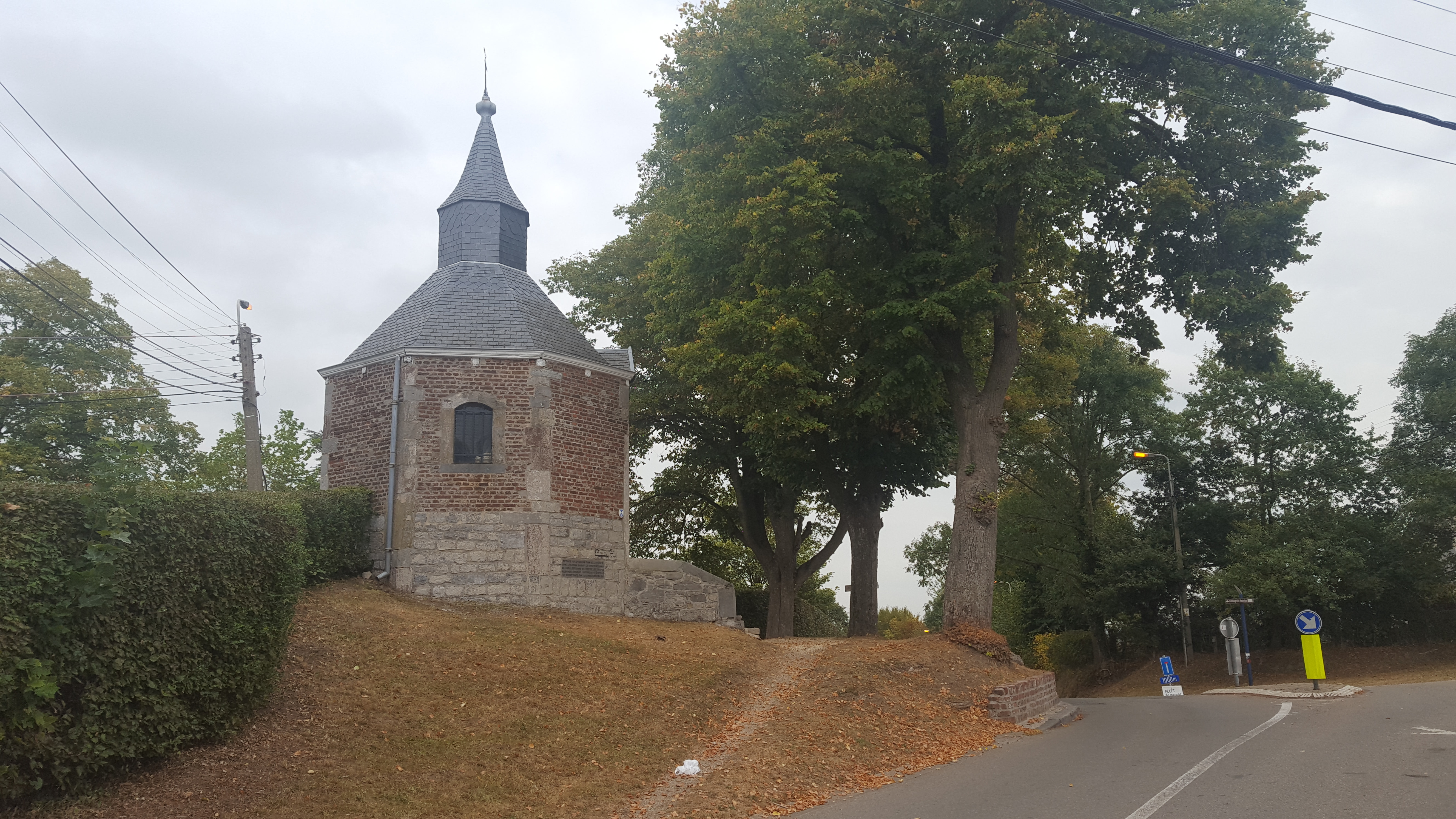
Sint-Annakapel van Halloux

Halloux ligt op een heuvelrug aan de zuidzijde van de Vesdervallei, op een hoogte van ruim 300 meter. In het noorden ligt de stad Limburg, in het oosten Gulke en in het zuiden Hèvremont. De plaats bestaat uit een dertigtal huizen. Centraal ligt aan een kruising de Sint-Annakapel uit 1774, die verwoest werd in september 1944 tijdens de bevrijding aan het eind van de Tweede Wereldoorlog en die heropbouwd werd in 1947. Elk jaar wordt in en rond de kapel op de zondag rond de feestdag van Sint-Anna (26 juli) een mis gehouden, waar de paarden worden gezegend van de aanwezige ruiters.
Deelgemeenten: Bilstain · Gulke

Overige kernen: Bellevaux · Béthane · Champ de Wooz · Dolhain · Halloux · Hèvremont · Hoyoux · Pierresse · Villers · Wooz

Belgische gemeenten · Arrondissement Verviers · Luik · Wallonië